# 3e régiment d'infanterie territoriale
Pour les articles homonymes, voir 3e régiment.
Le 3e régiment d'infanterie territoriale (3e RIT) est un régiment d'infanterie de l'armée de terre française qui a participé à la Première Guerre mondiale.

## Chefs de corps
- 3 août - 7 septembre 1914 : commandant Marcel Laurenge

## Historique des opérations

### Affectation
Place forte de Maubeuge.

### Historique
Le régiment reçoit son numéro par décret du 19 mars 1875, en prévision de la mobilisation

#### 1914
- 28 août au 8 septembre 1914 : Siège de Maubeuge.
- Ce régiment fut fait prisonnier entièrement parmi les 45 000 combattants de la poche de Maubeuge, les soldats furent internés dans les camps allemands de Chemnitz, Soltaut, Hamborn, Minden, etc. jusqu'en décembre 1918-janvier 1919.

## Drapeau
Il ne porte aucune inscription.

### Sources et bibliographie
- Historique du 3e régiment territorial d'infanterie, Cambrai, Imprimerie F. Deligne et Cie, 1915, 16 p., lire en ligne sur Gallica.